# Marguerite-Antoinette Couperin
Margarita Antonieta Couperin (19 de septiembre de 1705-1778) fue una clavecinista francesa, la primera mujer en ocupar el cargo de ordinaire de la musique de la chambre du roi pour le clavecin (música de la corte del rey de Francia). 

## Biografía
La familia Couperin era una familia musical dinástica francesa de compositores e intérpretes profesionales mencionada por primera vez en 1366. Margarita Antonieta nació en París, hija de François Couperin (el Grande). Estuvo activa en la corte francesa al menos desde 1729 (se la menciona en un artículo del Mercure de France). 
El 16 de febrero de 1730 sucedió a su padre en el cargo de músico ordinario de la cámara del rey para clavecín cuando su padre se jubiló.  Esta era una característica de la música cortesana francesa en la que los músicos podían legar o vender sus posiciones en un sistema llamado supervivencia .  El título Ordinaire es el rango más joven en la jerarquía de los músicos de la corte y refleja su edad y relativa inexperiencia. 
Fue la primera mujer en ocupar un puesto como músico de la corte.  También enseñó clavecín a las hijas de Luis XV. 
El 25 de noviembre de 1741, vendió su cargo a Bernard de Bury (1720 - 1785) por 6.000 libras, ya que no podía continuar en él por motivos de salud.  Murió en París.